# Petr Žantovský
Petr Žantovský (* 15. května 1962 Pardubice) je český novinář, publicista, komentátor a vysokoškolský pedagog. V 80. letech působil v normalizační hudební žurnalistice, v 90. letech v soukromých nakladatelstvích, od nového tisíciletí měl různá kontroverzní akademická angažmá a zastával veřejné funkce v mediální oblasti, věnoval se moderátorské či publikační činnosti a literární tvorbě. Prezident Miloš Zeman jej ocenil státním vyznamenáním, kritici jej však hodnotí jako předního představitele české dezinformační scény.

## Životopis
Narodil se v Pardubicích 15. května 1962.

### Studium
V roce 1988 absolvoval obor rozhlasová žurnalistika na Fakultě žurnalistiky Univerzity Karlovy v Praze.
Doktorát získal v oboru teorie a historie žurnalistiky a médií na Katolické univerzitě v Ružomberku, kde v roce 2009 obhájil dizertační práci na téma Dějiny české žurnalistiky po roce 1989.
V roce 2015 habilitoval v oboru masmediální studia na Fakultě masmédií Panevropské univerzity v Bratislavě obhajobou práce Mediální manipulace – nemoc české demokracie. Jedním z oponentů mu byl Václav Klaus. Podle Deníku Referendum proběhla habilitace nezvykle rychle, Žantovský kritiku veřejně odmítl.

### Normalizační žurnalistika
V 80. letech byl během studií externím spolupracovníkem časopisu Melodie. Pozici získal poté, co byl v souvislosti s tažením proti rockové hudbě jmenován nový šéfredaktor Miroslav Kratochvíl a z časopisu odešla většina redaktorů; toto období je spojováno s výrazným poklesem kvality časopisu. Publikoval také v periodicích Amatérská scéna a v jazzovém měsíčníku Akcent.

### Porevoluční působení
Po roce 1989 pracoval jako vedoucí kulturní rubriky deníku Práce a týdeníku Reportér. V letech 1994–1996 byl šéfredaktorem nakladatelství Melantrich a v letech 1997–2003 ředitelem nakladatelství Votobia.
Následně přešel do akademické sféry, od roku 2003 působil na Univerzitě J. A. Komenského v Praze, kde počínaje rokem 2005 vedl katedru sociální a masové komunikace. Pak se stal spoluzakladatelem Vysoké školy Zdeňka Kalisty, neuspěl však u Akreditační komise. V roce 2012 se stal prorektorem pro pedagogickou činnost Akademie managementu a komunikace v Praze (AMAK), uskutečňující v Česku studijní program ukrajinské Meziregionální akademie řízení personálu v Kyjevě. Vedl katedru Public Relations a komunikace na soukromé Vysoké škole mezinárodních a veřejných vztahů v Praze. Veřejně přednáší o mediálních a politicko-ekonomických tématech. V Akademickém roce 2016–17 pedagogicky působil na Panevropské VŠ v Bratislavě – Fakultě masmédií. Je členem oborové rady pro doktorská studia Katedry žurnalistiky Filozofické fakulty Univerzity Komenského v Bratislavě.
Od roku 2003 spolupracoval s Českým rozhlasem 6 na pořadu Lidé od novin, později přejmenovaném na Hovory o médiích. V letech 2005–2008 moderoval pořad České televize Před půlnocí. Byl také zakladatelem a do roku 2013 prostřednictvím společnosti Ultravox jediným majitelem soukromé hudební rozhlasové stanice zaměřené na world music Rádio Ethno, v době prodeje přejmenované na Color, která vysílala od září 2008 v Praze a od června 2010 i v Brně.
V současnosti[kdy?] je stálým přispěvatelem zpravodajského portálu ParlamentniListy.cz, Literárních novin, Českého rozhlasu, v letech 2016–2018 měl každotýdenní talkshow s názvem Pražská kavárna na TV Praha. V roce 2020 kritizoval organizaci Člověk v tísni za nevyváženost jejího vzdělávacího programu o mediální gramotnosti Jeden svět na školách pro údajný diletantismus a politickou indoktrinaci; jako vadu například uvedl to, že "řeší nebezpečí ruské propagandy, ale o americké a německé nemluví".
Jeho kritici, například web Manipulátoři.cz, novinář Marek Švehla, šéfredaktor týdeníku Respekt Erik Tabery, editorka Forum24 Johana Hovorková, politolog Miloš Gregor zabývající se dezinformacemi, mediální analytik Josef Šlerka, publicista Daniel Dočekal, místopředseda spolku Sisyfos Leoš Kyša, mediální analytik Milan Šmíd, novinář Jindřich Šídlo, šéfredaktor serveru Aktuality.sk Peter Bárdy, novinář Jan Jandourek, ho označili za předního představitele české dezinformační scény.

### Politika a veřejné funkce
V letech 1998–2000 byl místopředsedou Syndikátu novinářů ČR a od prosince 2000 do dubna 2003 členem Rady pro rozhlasové a televizní vysílání (nominant ODS). Působil také jako poradce předsedy Poslanecké sněmovny PČR Václava Klause. V roce 2007 jej Masarykovo demokratické hnutí navrhlo do rady nově vzniklého Ústavu pro studium totalitních režimů. Na jaře 2011, 2012 a znovu i 2015 se neúspěšně ucházel o místo v Radě České televize. Na jaře 2011 byl mezi neúspěšnými kandidáty na generálního ředitele ČTK, v prosinci 2015 pak marně kandidoval na generálního ředitele Českého rozhlasu.
Od února 2018 byl členem Rady České tiskové kanceláře, od února do prosince 2019 i jejím místopředsedou. Nominovalo ho hnutí ANO. Post v Radě ČTK zastával až do konce února 2023.
Ve volbách do Senátu PČR v roce 2020 kandidoval jako nestraník za hnutí SPD v obvodu č. 42 – Kolín. Se ziskem 5,62 % hlasů skončil na 7. místě a do druhého kola nepostoupil.

### Publikační činnost
Věnuje se i publikační činnosti. Vydal knihy rozhovorů s osobnostmi politického, kulturního a společenského života, např. s Evou Urbanovou, Václavem Klausem, Janem Potměšilem, Milošem Zemanem, Otakarem Vávrou, Miroslavem Mackem, Mirkem Topolánkem, Milanem Knížákem, Vladimírem Železným, Petrem Havlíkem, Yektou Uzunoglu, Ladislavem Jaklem. Dále publikoval knihy analýz a komentářů (např. Dobře nám tak, V Síti, Obludiště, Dualog) i monografie o české žurnalistice (Průvodce minovým polem české žurnalistiky, Média na pranýři, Hovory o médiích, Manipulace v médiích, Česká politika a média po roce 1989, Mediální manipulace a krize v České televizi v roce 2000, Černá kniha České televize, Méídia a politika v digitální, světě atd.), podílel se na přípravě několika sborníků (např. Česká xenofobie, Médiokracie, Média a moc, Průniky české a slovenské literatury po rozdělení federace r. 1992, Bulvarizace českých médií atd.). Editoval knihy Václava Klause.
Je činný také literárně. Napsal např. i písňové texty k inscenaci Williama Saroyana Jim Dandy, kterou v Národním divadle moravskoslezském režírovala v sezóně 1992/93 jeho žena Irena Žantovská. Vydal tři sbírky poezie – Tady bydlím (2012), Zakázané květiny (2016), za kterou obdržel v roce 2017 Výroční prémii Slovenského centra Pen-klubu (jehož je členem od roku 2008) a Never more (2020).
Se svou manželkou Irenou, divadelní režisérkou, pedagožkou a také básnířkou vydal společnou básnickou sbírku Príbehy a iné pokušenia – ve slovenštině. Zúčastnil se několika básnických almanachů, v ČR i na Slovensku, do prozaického Almanachu Kmene 2015 přispěl rozsáhlou novelou Nouzový východ a do Almanachu Kmene 2016 literárním esejem Mé Rusko. Další vydanou knihou jsou Otevřené dopisy, soubor více než 50 epistolárních textů adresovaných žijícím i nežijícím osobnostem české i světové kultury, společnosti a výjimečně i politiky (vyšla 2016, předmluvu napsal Jiří Žáček, kmotrem byl Jaromír Nohavica). Počátkem roku 2018 vyšel obdobný soubor, Příběhy s otevřeným koncem, reflexe rovněž víc než 50 historických událostí s přesahem a poučením pro dnešní dobu. V říjnu 2018 vydal společně se slovenským novinářem Pavolem Dinkou soubor textů (slovensky) Necenzurované eseje a úvahy. Byla to už druhá kniha podobného druhu. V roce 2008 napsal – dvojjazyčně – se slovenským spisovatelem a publicistou Gustávem Murínem knihu Česko-slovenský dualog. V červnu 2019 vyšla jeho kniha, napsaná společně s Evou Kantůrkovou, s názvem Navzdory času. Vedle toho je autorem řady vysokoškolských učebnic a skript z oblasti žurnalistiky a médií.

## Ocenění
Dne 28. října 2017 mu prezident Miloš Zeman udělil medaili 1. stupně Za zásluhy v oblasti kultury a školství.